# Passage Roux
Le passage Roux est une voie du 17e arrondissement de Paris, en France.

## Situation et accès
Le passage Roux est situé dans le 17e arrondissement de Paris. Il débute au 19, rue Rennequin et se termine au 42-58, rue des Renaudes.

## Origine du nom
Cette voie porte le nom d'un propriétaire.

## Historique
Cette voie, située initialement sur la commune de Neuilly, a été formée en 1836 sous le nom d'« impasse Roux » et rattachée à la voirie de Paris en 1860.
Coupée en deux sections le 11 avril 1906 par le prolongement de la rue des Renaudes, la partie qui se terminait en impasse au-delà de cette rue a été supprimée en 1932.
Elle prend sa dénomination actuelle par un arrêté municipal du 15 novembre 1996.